# 赤ど漬
赤ど漬（あかどづけ）とは熊本県の内、阿蘇市などの阿蘇地域、特に旧一の宮町で作られる漬物の一つである。

## 概要
あかど芋（茎の赤い里芋）の茎（葉柄）の部分を使った漬物で、鮮やかな赤色とザクッとした食感が特徴である。馬刺しと色合いや食べ方が似ることから、「畑の馬刺し」「阿蘇の馬刺し」とも称される。

## 作り方
熊本県によるレシピでは以下の通り。
- 赤土芋の茎から葉を切り落としてきれいに水洗いした後、塩を使って手で揉む。
- 一晩おくと茎がしんなりとするので、塩を振りながら樽に漬け込み、最後に上から酢を振りかけ、落とし蓋をして重石をする。
- 10日位で食べごろとなる。

好みで生姜醤油や青唐辛子を漬け込んだ醤油をかける。